# NGC 5835
NGC 5835 (другие обозначения — UGC 9674, MCG 8-27-57, ZWG 248.48, PGC 53699) — спиральная галактика (Sa) в созвездии Волопас.
Этот объект входит в число перечисленных в оригинальной редакции «Нового общего каталога».